# Anoplodactylus concavicollis
Anoplodactylus concavicollis is een zeespin uit de familie Phoxichilidiidae. De soort behoort tot het geslacht Anoplodactylus. Anoplodactylus concavicollis werd in 2003 voor het eerst wetenschappelijk beschreven door Arango. 